# Simon István (helytörténész)
Simon István (Lugos, 1911. november 23. – Lugos, 2006. április 6.) erdélyi magyar helytörténész.

## Életútja
A lugosi Coriolan Brediceanu Líceumban érettségizett, majd beiratkozott a bukaresti műegyetem elektrotechnikai karára. Tagja volt a bukaresti magyar főiskolások Koós Ferenc Körének. A második világháború idején munkaszolgálatos katona volt. 1944-ben beiratkozott a nagyenyedi református teológiára, majd Kolozsvárt folytatta tanulmányait, közben a református, majd az unitárius kollégiumban, illetve a Méhes utcai általános iskolában tanított. Az 1950-es évek első felében a petrozsényi magyar tannyelvű középiskola tanára, majd a lugosi pionírházban oktató, 1955-től 1974-ig a lugosi Magyar Tannyelvű Vegyes Líceumban, annak megszűnte után pedig a Coriolan Brediceanu Líceumban matematikát és fizikát tanított. Közben távhallgatóként 1961-ben tanári oklevelet szerzett a Babeș–Bolyai Tudományegyetemen, a Matematika–Fizika Karon. Nyugdíjazását követően 1977-ig az igazfalvi általános iskolában tanított.
Helytörténészként szülővárosa építészetének, tanintézeteinek, zenei és sportéletének múltja foglalkoztatta: adatokat, dokumentumokat, fényképeket és tárgyi emlékeket gyűjtött. Írásait a Temesvári Új Szó, ill. Heti Új Szó, a Lugosi Híradó és a Szekszárdi Vasárnap közölte. Helytörténeti sorozatot indított a lugosi Europa Nova tv-csatornán. Tagja volt a lugosi József Attila Irodalmi Körnek (1990 után Szombati-Szabó István) Irodalmi Körnek.)